# Тит Статилий Тавър (консул 26 пр.н.е.)
Вижте пояснителната страница за други личности с името Тит Статилий Тавър.
Тит Статилий Тавър (на латински: Titus Statilius Taurus; * ок. 60 пр.н.е. в Рим; † 10 пр.н.е.) e римски военачалник и политик през 1 век пр.н.е. от луканската фамилия Статилии.

## Биография
Статилий е роден преди 60 пр.н.е. в Рим. Той служи като генерал при Октавиан, по-късният император Август. През 37 пр.н.е. е суфектконсул. През 36 пр.н.е. взима участие във войната срещу Секст Помпей. След войната срещу Секст, Октавиан отстранява Лепид от триумвирата и Статилий Тавър е назначен за две години като управител на провинция Африка.
В битката при Акциум през 31 пр.н.е., Статилий командва земната войска, а Марк Випсаний Агрипа най-доверения генерал и младежки приятел на Октавиан, командва флотата.
След победата над Марк Антоний и Клеопатра при Акциум, Статилий участва в завладяването на Северна Испания. През 29 пр.н.е. Статилий се бие срещу иберийските келтски племена на кантабрите и астурите в Кантабрийската война. Същата 29 пр.н.е. година Статилий издига на Марсовото поле в Рим каменен амфитеатър (Amphitheatrum Statilii Tauri).
През 26 пр.н.е. Статилий става консул ordinarius заедно с Август. След това Статилий прекратява военната си кариера поради напредналата си възраст и взема службата на градски префект в Рим, от 16 пр.н.е. до 10 пр.н.е.

## Семейство
Жени се за Корнелия Сизена. Наследниците на Статилий са десетилетия наред между водещите фамилии на Рим. Баща е на Тит Статилий Тавър II (monetalis, умира преди да стане консул) и на Статилия Пизонис, която се омъжва за Луций Калпурний Пизон Авгур (консул 1 пр.н.е.).
Членовете на фамилията му Тит Статилий Тавър (консул 11 г.), Сизена Статилий Тавър (консул 16 г.), Тит Статилий Тавър (консул 44 г.) и Тит Статилий Тавър Корвин (консул 45 г.) са консули.